# Wydział Inżynierii Produkcji i Logistyki Politechniki Opolskiej

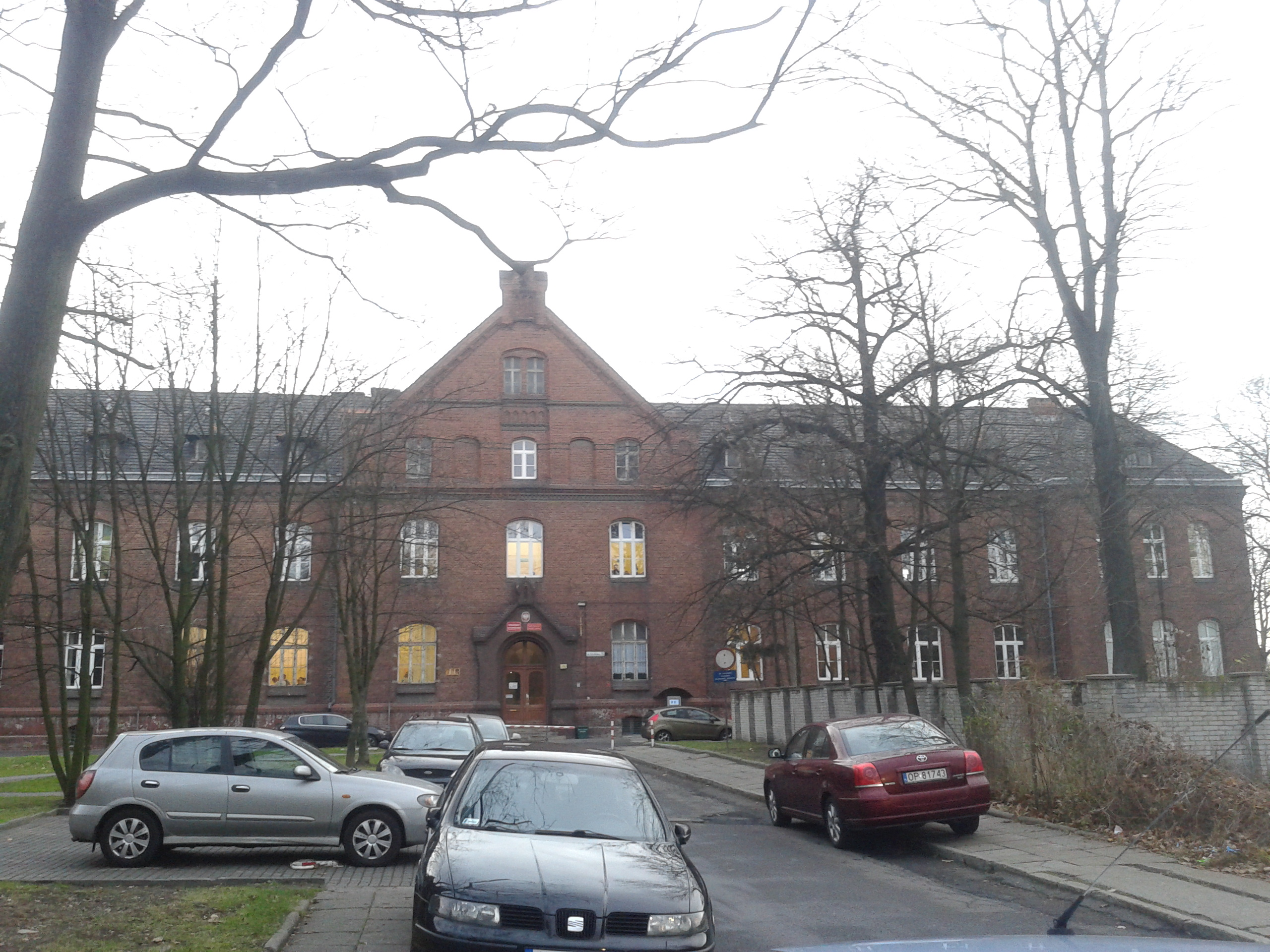
Instytut Innowacyjności Procesów i Produktów wydziału

Wydział Inżynierii Produkcji i Logistyki Politechniki Opolskiej (WIPiL PO) – jeden z 7 wydziałów Politechniki Opolskiej powstały w 2010 roku w wyniku reorganizacji Wydziału Edukacji Technicznej i Informatycznej poprzez przyłączenie do niego Instytutu Innowacyjności Procesów i Produktów, który wcześniej był częścią Wydziału Zarządzania i Inżynierii Produkcji. Kształci studentów na trzech podstawowych kierunkach, na studiach stacjonarnych oraz niestacjonarnych.
Wydział Inżynierii Produkcji i Logistyki jest jednostką interdyscyplinarną. W jego ramach znajdują się 3 instytuty i 1 samodzielna katedra naukowa.
Aktualnie zatrudnionych jest  pracowników naukowo-dydaktycznych (z czego 9 profesorów zwyczajnych, 14 doktorów habilitowanych i 45 doktorów.

## Historia
Początki dzisiejszego Wydziału Inżynierii Produkcji i Logistyki Politechniki Opolskiej związane są z powołaniem do życia w 1975 roku w Wyższej Szkole Inżynierskiej w Opolu międzywydziałowego Instytutu Matematyki, Fizyki i Chemii, w skład którego weszły trzy zakłady: Zakład Matematyki, Zakład Fizyki oraz Zakład Chemii. Zadaniem powołanych jednostek jest prowadzenie zajęć dydaktycznych z fizyki, matematyki, a także chemii dla studentów wszystkich wydziałów uczelni. Ponadto Zakłady Fizyki i Chemii dysponowały laboratoriami dydaktycznymi i do badań naukowych.
W 2000 roku do struktury organizacyjnej Instytutu Matematyki, Fizyki i Chemii dołączono nowo utworzoną jednostkę jaką był Zakład Techniki. W tym samym roku został utworzony kierunek wychowanie techniczne, który funkcjonował w ramach Wydziału Elektrotechniki, Automatyki i Informatyki, jednak zajęcia prowadzili na nim nauczyciele akademiccy Instytutu Matematyki, Fizyki i Chemii. W 2002 roku kierunek ten został przekształcony w edukację techniczno-informatyczną.
Przełomowym wydarzeniem było utworzenie w 2006 roku w oparciu o strukturę Instytutu Matematyki, Fizyki i Chemii Wydziału Edukacji Techniczno-Informatycznej, który przejął oficjalnie od Wydziału Elektrotechniki, Automatyki i Informatyki prowadzenie kierunku edukacja techniczno-informatyczna. W skład wydziału wchodziły dwa instytutu, a w ich ramach po 2 katedry:
- Instytut Matematyki i Fizyki (Katedra Matematyki i Zastosowań Informatyki oraz Katedra Fizyki)
- Instytut Techniki i Edukacji (Katedra Zastosowań Chemii i Mechaniki oraz Katedra Techniki i Inżynierii Środowiska Pracy)

W 2008 roku uruchomiono nowy kierunek studiów - logistykę, a rok później inżynierię bezpieczeństwa. W 2010 roku w wyniku porozumienia między Wydziałem Edukacji Technicznej i Informatycznej oraz Wydziałem Zarządzania i Inżynierii Produkcji w skład struktury tego pierwszego wydziału włączono Instytutu Innowacyjności Procesów i Produktów, wraz z przeniesieniem kształcenia kierunku - zarządzanie i inżynieria produkcji. W związku z czym kształcenie na wydziale prowadzone było na czterech kierunkach, jednak na skutek zmniejszonego zainteresowania społecznego kierunek edukacja techniczna i informatyczna został stopniowo wygaszany.
Ostatnie zmiany organizacyjne miały miejsce także w 2010 roku, kiedy to przekształcono Wydział Edukacji Technicznej i Informatycznej w Wydział Inżynierii Produkcji i Logistyki. W skład nowej jednostki naukowo-dydaktycznej weszły 3 instytuty oraz 11 katedr.

## Władze (2016-2020)
- Dziekan: dr hab. inż. Waldemar Skomudek, prof. PO
- Prodziekan ds. Nauki: dr hab. inż. Sławomir Zator, prof. PO
- Prodziekan ds. Współpracy i Rozwoju: dr Aleksandra Żurawska
- Prodziekan ds. Dydaktyki: dr Anida Stanik-Besler

## Poczet dziekanów
Instytut Matematyki, Fizyki i Chemii
1. 1975-1978: doc. dr Rościsław Oniszczyk - matematyk
2. 1978-1981: dr Piotr Steckiewicz - matematyk (historia matematyki)
3. 1981-1987: prof. dr hab. Tadeusz Górecki - fizyk (fizyka fazy skondensowanej)
4. 1987-1987: doc. dr Roman Dragon - fizyk (fizyka ciała stałego)
5. 1987-1991: doc. dr inż. Lech Nowakowski - chemik (chemia organiczna)
6. 1991-1996: dr Zbigniew Michno - fizyk (fizyka doświadczalna)
7. 1996-1999: dr Zygmunt Kasperski - matematyk, informatyk (analiza numeryczna)
8. 1999-2002: prof. dr hab. Stefan Szymura - fizyk (fizyka magnetyków)
9. 2002-2006: dr Czesław Górecki - fizyk (fizyka doświadczalna)

Wydział Edukacji Technicznej i Informatycznej
1. 2006-2007: prof. dr hab. inż. Tadeusz Łagoda - inżynier mechanik (wytrzymałość materiałów)
2. 2007-2010: dr hab. Maksymilian Gajek, prof. PO - inżynier budowy i eksploatacji maszyn (obróbka skrawaniem)

Wydział Inżynierii Produkcji i Logistyki
1. 2010-2012: dr hab. Maksymilian Gajek, prof. PO - inżynier budowy i eksploatacji maszyn (obróbka skrawaniem)
2. od 2012 r.: dr hab. inż. Waldemar Skomudek, prof. PO - elektrotechnik (elektroenergetyka)

## Kierunki kształcenia
Wydział Inżynierii Produkcji i Logistyki PO prowadzi następujące kierunki studiów:
- studia inżynierskie (pierwszego stopnia):
  - inżynieria bezpieczeństwa[5]
  - logistyka
  - technologia żywności i żywienie człowieka[6]
  - zarządzanie i inżynieria produkcji

Po ukończeniu studiów pierwszego stopnia i uzyskaniu tytułu zawodowego inżyniera, ich absolwenci mogą kontynuować dalsze kształcenie w ramach studiów drugiego stopnia (magisterskich uzupełniających) na następujących kierunkach i specjalnościach:
- logistyka
  - międzynarodowe łańcuchy dostaw
  - inżynieria transportu w logistyce
- zarządzanie i inżynieria produkcji
  - zarządzanie innowacjami
  - zarządzanie logistyką
  - zarządzanie bezpieczeństwem pracy
  - techniki informatyczne w zarządzaniu produkcją i usługami
  - logistyka w energetyce

Ponadto wydział w roku akademickim 2016/2017 oferuje następujące kierunki studiów podyplomowych:
- technologie Informacyjne w dydaktyce
- technologie informacyjne w edukacji z programowaniem

Wydział ma uprawnienia do nadawania następujących stopni naukowych:
- doktora nauk technicznych w zakresie: inżynieria produkcji.

## Struktura organizacyjna

### Instytut Innowacyjności Procesów i Produktów
Dyrektor: prof. dr hab. Ryszard Knosala
Kontakt:
ul. Ozimska 75, 45-370 Opole
Instytut Innowacyjności Procesów i Produktów PO dzieli się na 6 katedr:
- Katedra Inżynierii Wiedzy
  - Kierownik: prof. dr hab. Marian Partyka
- Katedra Zarządzania Energetyką
  - Kierownik: prof. dr hab. inż. Ryszard Bartnik
- Katedra Zarządzania Projektami
  - Kierownik: dr hab. inż. Waldemar Skomudek, prof. PO
- Katedra Zarządzania i Inżynierii Produkcji
  - Kierownik: prof. dr hab. inż. Ryszard Knosala
- Katedra Innowacyjnych Procesów Technologicznych
  - Kierownik: dr hab. inż. Zbigniew Plutecki, prof. PO
- Katedra Inżynierii Jakości Produkcji i Usług
  - Kierownik: dr hab. inż. Marcin Lorenc, prof. PO

Instytut Innowacyjności Procesów i Produktów PO powstał 1 stycznia 2009 roku z przekształcenia dawnego Instytutu Inżynierii Produkcji i do końca maja 2010 roku wchodził w skład dawnego Wydziału Zarządzania i Inżynierii Produkcji. Od 1 października 2010 roku Instytut znajduje się w strukturze organizacyjnej nowo powstałego Wydziału Inżynierii Produkcji i Logistyki.

### Instytut Matematyki i Fizyki
Dyrektor: dr hab. Zofia Kostrzycka, prof. PO
Kontakt:
ul. Generała Kazimierza Sosnkowskiego 31, 45-272 Opole
Instytut Matematyki i Fizyki PO dzieli się na 2 katedry:
- Katedra Matematyki i Zastosowań Informatyki
  - Kierownik: dr Anita Stanik-Besler
- Katedra Fizyki
  - Kierownik: prof. dr hab. Zbigniew Czapla

### Instytut Organizacji Procesów Wytwórczych
Dyrektor: dr hab. inż. Maria Madej-Lachowska, prof. PO
Kontakt:
ul. Luboszycka 7, 45-036 Opole
Instytut Organizacji Procesów Wytwórczych PO dzieli się na 3 katedry:
- Katedra Logistyki
  - Kierownik: dr hab. inż. Ewa Kulińska, prof. PO
- Katedra Inżynierii i Bezpieczeństwa Pracy
  - Kierownik: dr Tomasz Wołczański (p.o. kierownika)
- Katedra Zastosowań Chemii i Mechaniki
  - Kierownik: dr hab. inż. Janusz Pająk, prof. PO

### Katedra Inżynierii Biosystemów
Dyrektor: dr hab. inż. Katarzyna Szwedziak, prof. PO
Kontakt:
ul. Stanisława Mikołajczyka 5, 45-271 Opole

## Prowadzone badania
Wydział Inżynierii Produkcji i Logistyki PO prowadzi działalność badawczą związaną z następującymi zagadnieniami:
- metodami wspomagającymi innowacyjność procesów produkcyjnych,
- analitycznymi i numerycznymi rozwiązywaniami zagadnień brzegowych w matematycznych modelach procesów fizyko-mechanicznych w ciałach stałych,
- badaniami defektów struktury krystalicznej, ich wpływu na własności fizyczne oraz mechanizm i kinetykę przemian fazowych w fazie skondensowanej,
- optymalizacją warunków realizacji procesów produkcyjnych,
- badaniami wybranych reakcji chemicznych oraz rozwiązywaniami i analizą wybranych zagadnień mechaniki.

## Adres
Wydział Inżynierii Produkcji i Logistyki
Politechniki Opolskiej
ul. gen. Sosnkowskiego 31
45-272 Opole